# Пойманов, Евгений Иванович
Евгений Иванович Пойманов (12 февраля 1930, Краснодар — 16 сентября 2005, Воронеж) — советский оперный певец (лирико-драматический баритон), театральный деятель, народный артист РСФСР (1974).

## Биография
Евгений Иванович Пойманов родился 12 февраля 1930 года в Краснодаре. Во время Великой Отечественной войны пережил с семьёй оккупацию Краснодара, а в 1943 году после освобождения стал учеником на станкостроительном заводе. Во время службы в армии учился в Вольском авиационном училище, а затем служил в Ленинакане в Закавказском военном округе. В армии участвовал в художественной самодеятельности.
В 1961 году окончил Тбилисскую консерваторию (класс пения В. Л. Хмаладзе). Ещё до окончания консерватории выбрал для работы новый Воронежский театр музыкальной комедии (позже оперный театр).
В 1961—1979 годах был солистом Воронежского оперного театра, где исполнил более 40 партий в оперных спектаклях и опереттах. Обладал голосом очень красивого тембра, музыкальностью, прекрасными данными драматического актёра и необыкновенным сценическим обаянием. Владел мастерством перевоплощения, выразительной пластикой. Выступал на концертах; наиболее близка ему была лирика С. В. Рахманинова и Г. В. Свиридова. В 1979—1984 годах был директором Воронежского театра оперы и балета.
В 1972—1977 годах и с 1994 года работал преподавателем Воронежского института искусств, профессор (2002). Среди учеников: засл. арт. РФ В. Сладков, А. Аникин, В. Чибисов, А. Судин, лауреат международного конкурса «Виртуозы XXI» Л. Солод.
В 1984—1986 годах был ответственным секретарем областной организации Союза композиторов. В 1986—1992 годах служил директором Дома актёра. Был также заместителем председателя Воронежской организации Союза Театральных Деятелей (1992—1993).
Умер 16 сентября 2005 года в Воронеже.

## Награды и премии
- Заслуженный артист РСФСР (15.01.1968).
- Народный артист РСФСР (за исполнение партии Дундича и большой вклад в развитие оперного искусства) (5.04.1974).

## Партии в операх и опереттах
- «Баядеpа» И. Кальмана — Раджами
- «Паяцы» Р. Леонкавалло — Тонио (1961)
- «Князь Игорь» Бородин — Князь Игорь
- «Демон» Рубинштейн — Демон
- «Мазепа» П. Чайковский — Мазепа
- «Брестская крепость» К. Молчанова — Комиссар (1967)
- «Русская женщина» К. Молчанова — Матвей
- «Аида» Дж. Верди — Амонасро
- «Фауст» Ш. Гуно — Валентин
- «Царская невеста» Н. Римского-Корсакова — Грязной
- «Кармен» Ж. Бизе — Эскамильо
- «Тоска» Джакомо Пуччини — Скарпиа
- «Риголетто» Верди — Риголетто
- «Бал-маскарад» Дж. Верди — Ренато
- «Трубадур» Дж. Верди — Ди Луна
- «Олеко Дундич» Г. Ставонина — Олеко Дундич (1972)
- «Джоконда» Амилькаре Понкьелли — Барнаба
- «Евгений Онегин» П. Чайковский — Евгений Онегин